# Mastor
Mastor är ett släkte av fjärilar. Mastor ingår i familjen tjockhuvuden.

## Dottertaxa tillMastor, i alfabetisk ordning[1]
- Mastor aenus
- Mastor aesculapius
- Mastor alternata
- Mastor anubis
- Mastor argina
- Mastor asella
- Mastor belli
- Mastor bellus
- Mastor carolina
- Mastor cassus
- Mastor celia
- Mastor comus
- Mastor elissa
- Mastor eos
- Mastor erna
- Mastor exoteria
- Mastor fimbriata
- Mastor florus
- Mastor fluonia
- Mastor hegon
- Mastor immaculatus
- Mastor insulaepinorum
- Mastor linda
- Mastor marcus
- Mastor mate
- Mastor meridionalis
- Mastor nanno
- Mastor nemoris
- Mastor nereus
- Mastor nilus
- Mastor nysa
- Mastor oneko
- Mastor oslari
- Mastor phylace
- Mastor prenda
- Mastor quinquemacula
- Mastor raphaeli
- Mastor reversa
- Mastor samoset
- Mastor similis
- Mastor simius
- Mastor texanae
- Mastor textor
- Mastor tolteca
- Mastor tutolia
- Mastor wakulla
- Mastor vialis